# Momoko Kuroda
Pour les articles homonymes, voir Kuroda.
Momoko Kuroda (黒田杏子, Kuroda Momoko), née le 10 août 1938 et morte le 13 mars 2023, est une poétesse haïku et essayiste japonaise.